# Musculi lumbricales (Hand)
Die Musculi lumbricales manus (lateinisch für „wurmförmige Handmuskeln“) sind zarte Skelettmuskeln an der Handflächenseite der Mittelhandknochen. Es gibt vier von diesen schmalen Muskeln an beiden Händen.
Diese Muskeln sind ungewöhnlich, weil sie sich nicht direkt mit einem Knochen verbinden; vielmehr entspringen sie den Sehnen des Musculus flexor digitorum profundus und setzen an den Dorsalaponeurosen der Finger im Bereich der Grundgelenke an.
Die Musculi lumbricales beugen die Fingergrundgelenke bei Streckung der Fingergelenke (vor allem Fingermittelgenke). Sie sind wichtig für Präzisionsgriffe, z. B. beim Schreiben oder Halten eines Blattes Papier.
Der erste und zweite speichenseitige Musculus lumbricalis werden vom Nervus medianus innerviert. Der vierte und meist auch der dritte Musculus lumbricalis (ellenseitige Lumbricales) werden vom tiefen Zweig des Nervus ulnaris innerviert. Dieses Muster kommt bei 60 % der Bevölkerung vor. Es gibt aber auch abweichende Innervationsmuster. Bei je 20 % der Menschen wird nur der erste Musculus lumbricalis vom Nervus medianus bzw. nur der vierte vom Nervus ulnaris innerviert, die übrigen vom jeweils anderen Nerven. Die Innervation der Musculus lumbricalis folgt immer dem Innervationsmuster der zugehörigen Muskeleinheit des Musculus flexor digitorum profundus (d. h. wenn die der Sehne des Mittelfingers versorgende Muskeleinheiten vom Nervus medianus innerviert sind, wird der zweite Musculus lumbricalis ebenfalls vom Nervus medianus innerviert.).
Es gibt vier verschiedene Quellen der Blutversorgung für diese Muskeln: der oberflächliche Hohlhandbogen (Arcus palmaris superficialis), die Arteriae digitales palmares communes, der tiefe Hohlhandbogen (Arcus palmaris profundus) und die Arteriae digitales dorsales manus.
Das Gegenstück am Fuß ist der Musculi lumbricales pedis.